# Toja Ellison
Toja Ellison (4 de julio de 1993) es una deportista eslovena que compite en tiro con arco, en la modalidad de arco compuesto. Ganó una medalla de oro en los Juegos Europeos de Minsk 2019 y una medalla de plata en el Campeonato Europeo de Tiro con Arco al Aire Libre de 2016.

## Palmarés internacional
| Juegos Europeos                  | Juegos Europeos          | Juegos Europeos  | Juegos Europeos |
| Año                              | Lugar                    | Medalla          | Prueba          |
| -------------------------------- | ------------------------ | ---------------- | --------------- |
| 2019                             | Minsk (Bielorrusia)      | Medalla de oro   | Individual      |
| Campeonato Europeo al Aire Libre |                          |                  |                 |
| Año                              | Lugar                    | Medalla          | Prueba          |
| 2016                             | Nottingham (Reino Unido) | Medalla de plata | Equipo mixto    |